# Erik Pedersen
Erik Pedersen (ur. 11 września 1958, zm. 20 stycznia 2013) – duński szachista, mistrz międzynarodowy od 1986 roku.

## Kariera szachowa
Dwukrotnie reprezentował Danię na mistrzostwach Europy juniorów do 20 lat, rozgrywanych w Groningen na przełomie lat 1977/78 (dz. IX m.) i 1978/79 (dz. VIII m.). W 1979 r. wystąpił w reprezentacji kraju na drużynowym turnieju o Puchar Clare Benedict, natomiast w 1988 r. uczestniczył w meczu międzypaństwowym ze Szwecją, dwukrotnie pokonując Dana Cramlinga. Wielokrotnie startował w finałach indywidualnych mistrzostw Danii, dwukrotnie zdobywając medale: złoty (Randers 1990) oraz srebrny (Holstebro 1987).
Odniósł kilka sukcesów w turniejach międzynarodowych, m.in.: I m. w Trnawie (1985) oraz dz. I m. w Londynie (1986, wspólnie z Davidem Norwoodem).
Najwyższy ranking w karierze osiągnął 1 stycznia 1987 r., z wynikiem 2415 punktów zajmował wówczas 6. miejsce wśród duńskich szachistów.